# نیکما ویلیامز
نیکما ناتاشا ویلیامز (زاده ۳۰ ژوئیه ۱۹۷۸) یک سیاستمدار و مدیر اجرایی سیاسی آمریکایی است که به عنوان نماینده حوزه انتخابیه پنجم جورجیا  و به عنوان رئیس حزب دموکرات جورجیا خدمت می‌کند. این منطقه تقریباً سه چهارم آتلانتا را شامل می‌شود.
ویلیامز در کلمبوس، جورجیا به دنیا آمد و در ایستگاه اسمیتز، آلاباما بزرگ شد. ویلیامز از کالج تالادگا فارغ‌التحصیل شد، جایی که او به عضویت انجمن آلفا کاپا آلفا درآمد و مدرک لیسانس هنر را در زیست‌شناسی گرفت. پس از فارغ‌التحصیلی از کالج، در سال ۲۰۰۲ به آتلانتا نقل مکان کرد